# باول بوغل
باول بوغل (بالإنجليزية: Paul Bogle)‏ هو شماس جامايكي، ولد في 1822، وتوفي في 1 أكتوبر 1865 بسبب شنق.